# Cleomenes van Naukratis
Cleomenes van Naukratis, Oudgrieks: Κλεομένης, overleden in 322 v.Chr., werd door Alexander de Grote belast met het toezicht op de bouw van Alexandrië en met het innen van de belastingen. Hij was bekend om zijn hebzucht en afpersingen, maar hij was daarom in die tijd niet de enige. Ptolemaeus I liet hem na de dood van Alexander ter dood brengen. Dat kan om zijn hebzucht zijn geweest, om zijn rijkdom of omdat hij de diadoch Perdikkas meer steunde dan Ptolemaeus I. Zijn schatten werd verbeurd verklaard.
Naucratis was een Griekse nederzetting in de Nijldelta.

## Antieke bronnen
- Arrianus, Anabasis Alexandri III 5, VII 23.
- Photius I, Bibliotheca cod. 82, cod. 92.
- Marcus Iunianus Iustinus, Epitome XIII 4.
- Quintus Curtius Rufus, Historiae Alexandri Magni IV 33.
- Theophrastus waarschijnlijk, Oeconomica II 1352, 1353.
- Demosthenes, Tegen Dionysodorus 7.
- Pausanias, I 6.
- Diodoros van Sicilië, Bibliotheca XVIII 14

## Referentie
- art. Cleomenes (5), in J.G. Schlimmer - Z.C. De Boer, Woordenboek der Grieksche en Romeinsche Oudheid, Haarlem, 19203, p. 179.